# ガーリー・エアフォース
『ガーリー・エアフォース』は、夏海公司によるライトノベルおよびそれを原作としたメディアミックス作品。イラストは遠坂あさぎが手掛けている。電撃文庫（KADOKAWA）より2014年9月から刊行されている。

## あらすじ
西暦2015年、中央アジア地域において目撃された正体不明の飛翔体「ザイ」（災）は、既存の軍用機をはるかに凌駕する戦闘力を有しており、各地に多大な被害をもたらした。これに対抗するため、各国は特殊兵器「ドーター」の開発を開始する。
2年後、上海沖にて日本へ向かう船団がザイの攻撃を受けた。救命艇による脱出の最中、主人公・鳴谷慧は赤色に発光した戦闘機らしき機体が、ザイを撃墜するのを目撃する。ところが、その機体は付近の海上に墜落してしまう。自らの命を救ってくれたパイロットを助けたいという衝動に駆られた慧は海へ飛び込むが、たどり着いたその機体は慧の知る通常の機体とは明らかに異なっていたため、パイロットを救出することはおろか、機内の様子をうかがうこともままならない。それでも慧が必死に呼びかけると、突如機体の一部が開き、コクピットが露わになった。そこで慧が見たのは、耐Gスーツに身を包んだパイロットではなく、華奢で小柄な少女だった。

## 登場人物
「声」はテレビアニメ版の声優を示す。

### 人間
鳴谷 慧（なるたに けい）
声 - 逢坂良太
本作の主人公。2017年時点で高校生。
2017年の上海脱出船団にて日本へ向かう際にザイの襲撃に遭う。その際にグリペンの空戦を目の当たりにするのみならず、墜落した機体に上ったことで、グリペンのアニマと出会うこととなる。
その後は小松市にある祖父母の家で暮らすこととなるが、ある日偶然にもトレーラーにて輸送中のグリペンを発見、航空自衛隊小松基地周辺を探索していたところ八代通の部下に連行され、そこで再びグリペンと出会い、以後彼女のそばにいることを命じられる。
7歳のとき、母親の操縦するセスナ172Rに同乗した際、はじめて操縦桿を握る。それ以来航空機に興味を持ち、ライセンス取得を目指して様々な書籍を読んだため、航空機やパイロットに関する知識はそれなりに豊富。また操縦経験も積んでおり、グリペンのフライトシミュレータでは、居合わせた自衛隊員が感心するほどの操縦技術をみせた。
小松基地方面へのザイ来襲時にはグリペンとともに出撃し戦果を残すも、10G以上の激しい機動により全身を負傷。以降は少しずつ身体を鍛えている。
宋 明華（ソン ミンホア）
声 - Lynn
慧の幼馴染。2017年時点で16歳。神戸出身ということもあり日本語が堪能。
自らと慧の親から、文化や言葉の違いに苦しむ慧を支えるよう「お願い」をされて以来、それを律儀に9年間実行し続けてきた。慧いわく「年不相応にしっかりしている」。体力面でも長らく慧より上だったこともあり、慧にとっては姉のような存在。
彼女自身も、保護者的な義務感以上に、慧にはそばにいてほしいと思っている節が見られ、慧が航空学生を志していると知った時は真っ向から反対している。
黒髪のポニーテールがトレードマーク。
八代通 遥（やしろどおり はるか）
声 - 乃村健次
航空自衛隊特別技術研究室室長。41歳。技官として、ドーター開発に携わり、航空自衛隊に所属する戦闘機のドーター化に成功する。
状況に対する判断や行動は迅速かつ合理的であるが、それゆえ周囲の人物や組織を振り回すこともしばしばである。
小松基地周辺を徘徊していた慧が、グリペンが2017年に墜落した際に接触した人物であることを把握。公的機関らしからぬ拉致同然の手段で連行し、グリペンが飛行可能となるよう慧に命じる。
原作では「目が細く鼻の低い」「肥満体である」など、外見が冴えないことがやたらと言及されているが、TVアニメ版では肥満体で腹が出ていることや、無精髭を生やしていること以外にはそれほど冴えない見た目には描かれていない。また、重度の喫煙者で、アニメでは「禁煙」と掲示されている場所で平然と大量の煙草を吸っているシーンが繰り返し描写されている。
慧の母親
元海上保安庁の航空機隊パイロット。その後、民間のフライトインストラクターなどを経て、エアロバティックスパイロットとなった。
言動や行動にどこか大ざっぱで子供っぽいところがあるものの、航空機の操縦に関する技術や哲学は確か。
2015年6月、中国でのエアショーにおいて、飛行展示中に乗機をザイに撃墜され他界している。
慧の父親
職業について具体的な記述はないものの、世界各地を転々とするために、慧はあちこちに転居することとなった。小松出身ではあるが現在も不在がち。
宋おじさん（ソンおじさん）
声 - 水越健
明華の父親。明華が生まれた当時は、神戸の中華街にて貿易商をしていた。現在は行方不明。
2015年6月の時点で40歳。
舟戸（ふなと）
声 - 平井啓二
航空自衛隊の航空機整備員。グリペンの整備のほか、フライトシミュレータの管理も担当。口元のひげが目立つ。通称、フナさん。
ウィリアム・シャンケル(William Shankle)
声 - 津田健次郎
アメリカ国防高等研究計画局(DARPA)のプログラム・マネージャ。
八代通の大学院時代の研究仲間で、人工知能を専門としており、アニマ・ドーターの研究に携わる一方、それらとは異なるアプローチでザイに対抗すべく、無人戦闘機の開発を進めている。またザイの戦略をシミュレートするプログラムを作成しており、慧やグリペンにテストを依頼する。
日本語は堪能だが、ややどもりながら話す。
ヤロスラフ・ギンツブルク
通称ヤリック
モスクワ大学生物情報工学部を経て、ロシア科学アカデミーに所属していた研究員。
遺伝子工学・免疫化学を専門としており、ベルクトのドーター化に携わっていたとされるが、詳細は定かではなく、またベルクトが亡命を図ったその日に死亡したことが確認されている。
短髪細面の白人男性で、高い額と柔和な目が特徴。ベルクトには単なる研究対象以上の特別な感情を抱いており、これが後に彼女の亡命に繋がることとなる。

### アニマ
ここではアニマと呼ばれる人型のキャラクターについて記述する。ドーターと呼ばれる適合機体となった実在の航空機については各リンクを参照のこと。
グリペン
声 - 森嶋優花
八代通が管理するアニマのひとつ。完成後も長らく挙動が不安定で廃棄処分が予定されていたが、慧が付近にいるとその挙動が改善されることが判明、以後彼とともに過ごす。のちに、原理は不明ながら、互いの脳波の協調が確認されるに至る。
また八代通のことは「室長」もしくは「ハルカ」と呼ぶ。のんびりで淡々とした性格だが、「兵器としての自分」に関わる事柄には敏感に反応する。また、負けず嫌いな面もある。小松基地の一角にある旧海軍の掩体壕を「秘密基地」と称して半ば私物化している。
ペールピンクのストレートロングヘアに加え、中学生くらいの小柄な体格も相まって、人形のような印象を与える。だが意外と食欲は旺盛。好物はヨーグルトドリンク。
その正体はザイを未来から過去、過去から未来へと送るべくループしている存在。ザイもしくは人類が滅亡すればループから外れることが可能ではあるが、少なくとも千年前の時点からザイを無限ループさせるために未来と過去を行き来する存在としてザイと戦い続けている。
ドーターは JAS-39D グリペン、固有色はクリムゾン。
イーグル
声 - 大和田仁美
八代通が管理するアニマのひとつ。グリペンとは対照的に非常に安定した性能を発揮し、多くの実戦を経験している。小松基地転属前は那覇基地に配備。
八代通を「お父様」と呼んで慕う。天真爛漫で自信と活力にあふれ、思ったことは良くも悪くもためらうことなく発言するストレートな性格。その一方、グリペンに「軽戦闘機が自分に勝てるわけない」、ファントムに「もう退役してスクラップになってたと思った」と発言するなど、自分より格下のアニマを小馬鹿にするような発言をしてしまうことがある。
イエローのウェーブロングヘアと大きなリボンが特徴。外見上は15 - 16歳くらいだが、任務のない時間は現地の米兵と遊んで飲んでを繰り返していたらしい。
ドーターは F-15J イーグル、固有色はサンライトイエロー。
ファントム
声 - 井澤詩織
八代通が管理するアニマのひとつ。小松基地転属前は三沢基地に配備。日本で作られた最初のアニマであり、「人類の救済」という最優先事項の設定と、体感時間にして100年という膨大なシミュレートを繰り返した結果、素体性能の低さを補って余りある高い情報管理能力と、目的のためには例え国ひとつ犠牲になろうとためらわずに生き残りを模索し、ありとあらゆる手段をもって臨むという抜け目のない性格が形成されたが、若干煽りに対して耐性がなく相手のペースに乗ってしまう時がある。
普段は黒のおかっぱ髪だが、ドーター接続時には色がエメラルドグリーンに変化する。清楚で可憐なルックスが特徴であり、会話の内容はともかく言葉遣いはいたって丁寧。
ドーターは RF-4EJ ファントムII、固有色はエメラルドグリーン。
トゥエルブ
EGG（#用語」の節参照）の分割投影機構「パラレル・マインズ」によって16分割されたファントムの人格データのうちの12番目の人格。投影されたザイのコアの一部を携行することで、情報端末としての役目を果たす。
バイパーゼロ
那覇基地に配備されているアニマ。後述の特殊能力により、日本の保有するアニマの中でも最高機密の存在と規定されている。
無口で対人恐怖症であり、グリペンやイーグルとお茶している時に慧が部屋に入ってきたときにはどこかへ隠れてしまうほど。アニマ以外とは筆談もしくはそれに準じた手段のみで会話する。だが戦闘能力は高く、日本の保有する他のアニマに比べ対地攻撃能力にも優れる。グリペン曰く「対艦ミサイル4発積めるような戦闘機は変態」。
アニマ達の中でも特殊な存在で、そのコアも不安定でありEGGも一定していない。アニマ単体でもザイの持つEPCM（#用語」参照）と同種の能力を発揮でき、観測者（人間）からの外見が確定せず、オリジナルの実態はあるが観測することができず「見る」相手によってその外観が変化する（カメラなどの観測機器を用いても同様）。慧には明華の姿で「見えて」いた。
無口で人見知りな性格に反して私服のセンスは派手好みで、慧が那覇基地で出会った際にはピンクと紫の甘ロリ系のドレスを着用していた（単行本の表紙でもこのスタイルで描かれている）。
ドーターは F-2A、固有色はラベンダーパープル。アニマ名「バイパーゼロ」はF-2の非公式愛称より。
ライノ
声 - 白石涼子
アメリカ海軍太平洋艦隊所属のアニマで、ウィリアムが管理している。作中では厚木基地にて登場。
アメリカが製造に成功した唯一のアニマであり、製造されてから1年も経過していないにもかかわらずかなりの知識をもち、社交的で好奇心旺盛、かつ気遣いもできる性格をしている。また、シャンケルを「ウィリー」と愛称で呼ぶ。
サファイアブルーのショートカットが特徴。とろんとした目つきとえくぼのある、親しみやすい大人といったルックス。
上海奪還作戦に、慧をはじめ日本のアニマ達と参戦し、作戦は順調だったものの途中空母型ザイによりブロウラーが乗っ取られた為作戦は失敗しグリペンと共に戦域脱出を図り上海の空港へ着陸したが、実はブロウラーが乗っ取られた時に自身も侵食されており最終的に慧とグリペンに対し撃墜される。
八代通によると米軍は彼女を道具としてしか見ておらず、数多くの安全装置がかけられていた。そのため上記の性格も半ば強制されたものであり、そういう風にしか振る舞うことを許されなかった結果だという。
ドーターは F/A-18E スーパーホーネット、固有色はサファイアブルー。アニマ名「ライノ」はF/A-18E/Fの非公式愛称より。
ベルクト
ロシアで製造されたものの、開発メンバーのヤリックの思惑により研究施設を脱出、軍の戦闘機の追撃をかわしつつ日本領空に侵入し、スクランブル発進した慧やグリペンたちに対し亡命を希望した。
健気で素直な性格であり、誰かの役に立ちたいという思いがあるものの、強固なプロテクトにより記憶喪失の状態にあり戦闘もままならぬ上、他のアニマ・ドーターにはない特異な機能をもつことが後に判明し、関係者はその対処に苦慮することとなる。
アルビノのため頭髪や眉、爪などが白色、また目は赤色をしている。雪像や妖精の類を思わせる美しいルックスが特徴。
ドーターは Su-47 ベルクト、固有色はスノーホワイト。
ラファール
フランスの対外治安総局に所属するアニマ。
アニマではあるが管理施設から逃亡しパニックに陥ったためドーターとの接続を断念、やむを得ずアニマとしての演算・運動能力を活用し「ブーランジェ中尉」として情報機関に配備された。密輸取締任務において誘拐された慧とグリペンを救出したが、その任務自体が日本での調査を秘匿するためのものでもあり、ドーター回収作戦の際にその理由が明かされることとなった。
濡れ羽色の髪、涼しげな目もと、細身の身体など、20代前半の女性を思わせるスマートなルックスが特徴。
ドーターは ダッソー ラファール、固有色はオキニスブラック。
謎の少女
空母「シャルル・ド・ゴール」艦内において発見された少女。外見は5 - 6歳ほど。アンフィジカルレイヤーの降下によって自らの過去が実体化したもの、とラファールは推測している。
ジュラーブリク
ロシア航空宇宙軍第972親衛航空戦隊「バーバチカ」所属のアニマ。
世界初の実用型アニマ。一人称は「あたし」。見た目は15 - 16歳くらい。メリハリの効いた顔立ちと真ん中分けのクロームオレンジの髪が特徴。
プライドが高く人を食ったような言動が多いが、国家への忠誠心や、仲間に対する思いやりなど、彼女なりの正義感は持ち合わせている。任務上、敵対する慧たちを地上で威嚇する一方、姉妹ともいえる関係であったベルクトの詳細を聞き取り、日本での対応について感謝を示した。
ドーターは Su-27M フランカー、固有色はクロームオレンジ。アニマ名「ジュラーブリク」は日本及びアメリカでのSu-27の愛称より。
ラーストチュカ
ロシア航空宇宙軍第972親衛航空戦隊「バーバチカ」所属のアニマ。
見た目は15 - 16歳くらい。顔は彫りが深く眉がない。短く刈り込んだアクアマリンの髪が特徴。
ジュラーブリクを「ジュラ」と呼んで常に気を配っており、彼女に危害を加えそうな相手に対しては容赦がない。
ドーターは MiG-29-SMT ファルクラムE、固有色はアクアマリン。アニマ名「ラーストチュカ」は日本でのMiG-29の愛称より。
ディー・オー ／ パクファ
ロシア航空宇宙軍第972親衛航空戦隊「バーバチカ」所属のアニマ。
見た目は15 - 16歳くらい。髪はクセのあるベージュのボブカット。
ドーターは Su-57、固有色はイリデッセンス。アニマ名「パクファ」はSu-57の開発計画名称である"PAK FA"より。
レイピア
外伝である「ドリームウィーバー」に登場。不時着水したザイから回収されたコアを、アメリカで適合機を探して誕生させた最新のアニマ。
長い銀色の髪とパープルの瞳を持つ。
自分にアクセスしてきた存在に応じて「対象の理想としている世界を顕現させる」という特殊な能力を持ち、人間（アニマ含め）の意識に干渉することで「あり得たかもしれない世界」を“見せ・感じさせる”ことができる。アメリカでの適合機接続試験中に“開発されたが情勢の変化によって制式化されなかった”戦略空軍の試作機に呼応し、ある一つの「存在し得たかもしれない世界」を地球規模で顕現させて世界各地を混乱に陥れる。
実機はモックアップしか製作されていなかったため、実際にはXF-108のドーターは存在していなかった。
ドーターは XF-108、固有色はシルバーグレー。アニマ名「レイピア」はXF-108の愛称より。
F-15DJ-ANM イーグル
モンゴルにて発掘された千年前のドーター。
機内にて人間とアニマの遺体が発見された。
EF-2000-ANM タイフーン
開発途上であったため、アニマが未完成であったドーター。
ベンギュラ空軍基地にてザイの高高度・極超音速爆撃機を最初に観測し発報したものの、投下された熱核兵器による爆撃で基地とともに消滅した。
ドーターは ユーロファイター タイフーン、固有色は不明。

## 用語
ザイ
正体不明の敵性物体の総称。「ザイ」とは中国語で「厄災」の意。用途に応じて大きさや形状の異なる各種が存在するが、白く輝くガラスのような半透明の素材で構成されている点は共通している。
飛行型で小型のものについては、現行の航空物理学の常識に反する外観と機動性能を有しており、一般的な有人戦闘機とは比較にならないほどの高機動性能 (HiMAT実在する用語だが、意味合いは異なる。) に加え、電子的・感覚的な探知を妨害する能力 (EPCM) も有しており、レーダーや各種ミサイルによる追跡はおろか、目視下での機関砲による攻撃も非常に困難であるという。兵装には指向性エネルギー兵器のほか、対地攻撃用の爆弾を搭載したものもある。
大型のものについては、空中展開できる小型機の搬送（パラサイト・ファイター母機）や、搭載物による基地構築、さらに強力な電子・感覚攻撃などが行える。前述の能力により、構築したものは通常の建造物や設備と何ら変わらない外見と認識されることもある。
後に1千年前の戦闘機とリンクを結んだ慧とグリペンにより、1千年前の世界においても人類と戦いを繰り広げていた存在であることが明らかになる。実はザイ自体が未来の人類によって作られた存在であるため、過去の存在である現在の人類では迎撃不可能な能力に設計されている。滅亡の危機に直面している未来の地球と人類を救うべく、過去の人類を滅亡しない程度の数まで減少させることを目的として、過去に送り込まれている。
ドーター
既存の機体（素体）に後述のアニマと呼ばれる自動操縦装置を搭載し、大幅なチューニングを施す（ドーター化）ことにより、ザイと同等の能力を付与された無人戦闘機。ドーター化された機体には「JAS39-ANM グリペン」のように「ANM」の接尾辞が付けられる。
その製造には技術的困難が存在し、高価な戦闘機が使用不能となる事例が少なくないことが示唆されている。また、仮に製造に成功した場合は同機種のドーターを量産できないという制約があり、作中ではJ型ベースのイーグルのドーターが完成した時点でC/D型ベースのイーグルドーターは生まれないと説明されている。
外観はメディアによって差異があるが、アニマ接続時においては機体表面が発光し、特殊なカラーとパターンが現れるといった特徴があるため、通常の戦闘機の区別は容易である。
コクピットには後述のNFIが搭載されているため、一般的な操縦装置や計器類は存在しない。
アニマ
上記のドーターに搭載される、人型の自動操縦装置。バイオテクノロジーを用いて撃墜したザイのコアを生体の脊髄の一部として培養し、生育させることによって製造される。初期構築時にテキストの転送などによって知識を取得するため、言語も難なく扱えるほか、非搭載時は飲食を摂ったり遊んだりもする。
見た目は人間の少女そのものだが、適合した機体に搭載することにより、一般のパイロットでは不可能な高い能力を発揮できる。一方、特性や動作に不明瞭な点があるうえに製造や維持にも多大なコストを要するなど、問題は多い。だが、有効な手段がほかにないこともあり、多分にブラックボックスを残したまま運用されている。
EGG
アニマが保有するザイのコアから発振され、生体電流と相互に影響しながら体内に拡散し、体表から放出されていく波。正式英名は「Electro Ghost Gram」。各アニマごとに固有の周波数やパターンを有するため、対応するドーターも同調してチューニングを行う必要がある。
専用の装備を用いてこれを細分化したうえでアニマの人格データを投影することにより、対象のザイをあたかもドーターであるかのようにコントロールすることも可能である。
NFI（神経融合インタフェース）
アニマの感覚器とドーターの制御系を接続するためのシステム。正式英名は「Neuron Fusion Interface」。コクピットに配置されたパネルにアニマの肌が接触し、前述のEGGパターンが一致した時点で、ダイレクトリンクと称する接続状態に入る。これにより、アニマは機体の末端まで自らの感覚器を拡張し、高度な機体制御を可能とする。一方、被弾などのダメージまでも反映されるため、適度に接続を遮断しないとアニマにまで悪影響がおよぶ場合がある。
アンフィジカルレイヤー（非物理層）
通常の人間が認識している物理的な世界と対に位置する領域。そこは「物理的な属性が取り払われ事象の本質に近づいていく」とされており、距離や時間といった物理的なディテールが希薄となる一方、イメージの実体化といった現象が発生する。
ブロウラー (Brawler)
アニマとドーターの開発が難航し、F/A-18E ANM以外を実用化できないアメリカがシャンケルによる主導で開発した対ザイ用の完全無人戦闘機。制式番号はFQ-150。ブロウラーとは、英語で「喧騒をもたらすもの」「騒がしいもの」もしくは「口論」の意。
尾翼の存在しないステルス形状の全翼機形式でコクピットが存在せず、搭乗するアニマも持たない。機体左舷上面に機関砲、機体下面左右にウェポンベイ、空対空ミサイルをそれぞれ搭載する。
ライノと彼女の操縦するF/A-18E ANMの戦闘データを解析してソフトウェア化し、機体の制御システムとして組み込んだことから、ザイのEPCMパターンを解析して適切に対処できるアルゴリズムを習得させており、ザイのジャミングの強度や方位に応じてアニマと寸分違わない判断や行動を再現できる、とされていた。しかし、ザイはこの無人機の性質を逆手に取って意図的にEPCMの強度や方位を変え、擬似的なハッキングを行って人類側を攻撃させることに成功したため、ブロウラーの投入は損害を増大させて作戦を失敗させるだけの結果となった。とある世界ではライノ自身が中継管制することでザイのハッキングを防ぎ、300機の同時運用による群体の如き運用を行った。

## 既刊一覧

### 小説

#### 本編
- 夏海公司（著）・遠坂あさぎ（イラスト） 『ガーリー・エアフォース』 KADOKAWA〈電撃文庫〉、既刊12巻（2019年6月8日現在）
  1. 2014年9月10日発売[11]、ISBN 978-4-04-866862-0
  2. 2015年3月10日発売[12]、ISBN 978-4-04-869187-1
  3. 2015年6月10日発売[13]、ISBN 978-4-04-865195-0
  4. 2015年11月10日発売[14]、ISBN 978-4-04-865502-6
  5. 2016年3月10日発売[15]、ISBN 978-4-04-865810-2
  6. 2016年7月9日発売[16]、ISBN 978-4-04-892188-6
  7. 2016年10月8日発売[17]、ISBN 978-4-04-892391-0
  8. 2017年11月10日発売[18]、ISBN 978-4-04-893479-4
  9. 2018年6月9日発売[19]、ISBN 978-4-04-893875-4
  10. 2019年1月10日発売[20]、ISBN 978-4-04-912324-1
  11. 2019年3月9日発売[21]、ISBN 978-4-04-912384-5
  12. 2019年6月8日発売[22]、ISBN 978-4-04-912611-2

#### 掌編
- 第6巻 - 第10巻のとらのあな購入特典書き下ろしSS入りリーフレット
- Blu-ray初回生産限定特典、書き下ろし新作短編小説
- ガーリー・エアフォース 「プリンセス・イーグル」[23]

### 漫画
『月刊少年エース』（KADOKAWA 角川書店ブランド）にて2018年12月号から 2019年7月号まで連載。作画は瀬口たかひろ。
- 夏海公司（原作）・瀬口たかひろ（漫画）・遠坂あさぎ（キャラクター原案） 『ガーリー・エアフォース』 KADOKAWA〈カドカワコミックス・エース〉、全2巻
  1. 2018年12月26日発売[26]、ISBN 978-4-04-107818-1
  2. 2019年7月26日発売[27]、ISBN 978-4-04-107819-8

## テレビアニメ
| 原作                                     | 夏海公司 |
| 監督                                     | 小野勝巳 |
| シリーズ構成                             | 永井真吾 |
| キャラクター原案                         | 遠坂あさぎ |
| キャラクターデザイン                     | 今西亨 |
| メカニックデザイン 戦闘監修 メカ作画監督 | 大河広行 |
| ドーターデザイン原案                     | KuWa |
| デザインワークス                         | 吉川美貴 |
| 美術設定                                 | 小山真由子 |
| 美術監督                                 | 菊地明子、松本浩樹                                                                                            |
| 色彩設計                                 | 鈴木依里 |
| 撮影監督                                 | 志村豪 |
| 編集                                     | 松本秀治 |
| CGディレクター                           | 後藤浩幸 |
| CGプロデューサー                         | 青谷崇司 |
| 2Dワークス                               | 中村倫子 |
| 音響監督                                 | 本山哲 |
| 音楽制作                                 | エイベックス・ピクチャーズ                                                                                    |
| 音楽                                     | I've Sound |
| 音楽プロデューサー                       | 佐藤翔太 |
| プロデューサー                           | 目黒大樹、斉田秀之、湯浅隆明 吉田雄哉、金子文雄、椛嶋麻菜美 宮城惣次、齋藤利勝、渡瀬昌太 金子広孝、大和田智之 |
| アニメーションプロデューサー             | 村元修身 |
| アニメーション制作                       | サテライト |
| 製作                                     | GAF Project                                                                                                   |

2018年6月にテレビアニメ化が発表され、2019年1月から3月までAT-Xほかにて放送された。全12話で、原作小説第1巻 - 第3巻と第8巻の一部を時系列順に再構成した内容となっている。

### プロモーション
2018年6月1日にテレビアニメ化が発表されて公式サイトと公式Twitterアカウントが開設され、制作会社がサテライトであることが公開された。同年8月9日には放送開始時期が2019年冬であること と、鳴谷慧とグリペンのキャストが発表された。
2018年9月17日には航空自衛隊小松基地航空祭にてトークショーが開催され、グリペン役の森嶋優花が登壇した。さらに、事前発表のなかった大和田仁美も登壇し、イーグル役であることが発表された。同年10月7日には「電撃文庫25周年記念 秋の電撃祭」 のステージイベントにてグリペン役の森嶋優花がリーダーを務めているRun Girls, Run!がオープニング主題歌を担当することが発表され、同歌のライブも披露された。このイベントは、インターネットでの配信も実施された。
2019年3月23日・3月24日には東京ビッグサイトでの「AnimeJapan 2019」にて「-最終回へTake Off！ステージ-」が開催され、主要声優陣が登壇した。また、放送終了後の同年5月26日には東京・ニューピアホールにてスペシャルイベントが開催され、主要声優陣やRun Girls, Run!が登壇した。
作中に小松基地が登場することから同基地の協力を得ており、放送開始に合わせて同基地の公式サイトには作中のシーンと実際の基地内を比較する紹介ページが設けられている。また、同基地の所在する石川県小松市も舞台であることから、放送終了後にはJTBのグループ会社であるJTBガイアレックによる同市のホテルへの聖地宿泊プランが発売されている ほか、同市龍助町の茶舗「長保屋茶舗」によるパネル展が開催されている。

### 主題歌
「Break the Blue!!」
Run Girls, Run!によるオープニングテーマ。作詞はRINA、作曲・編曲は高瀬一矢。
第12話では挿入歌として使用された。
「Colorful☆wing」
グリペン（森嶋優花）、イーグル（大和田仁美）、ファントム（井澤詩織）によるエンディングテーマ。作詞はRINA、作曲・編曲はNAMI。
「awake from the deep」
RINAによる第4話挿入歌。作詞はRINA、NAMI、作曲・編曲はNAMI。

### 各話リスト
| 話数   | サブタイトル           | 脚本     | 絵コンテ       | 演出           | 作画監督          | 総作画監督               |
| ------ | ---------------------- | -------- | -------------- | -------------- | ----------------- | ------------------------ |
| ALT 01 | 紅い翼                 | 永井真吾 | 小野勝巳       | 小野勝巳       | 今西亨            | -                        |
| ALT 02 | コマツ・ランデブー     | 永井真吾 | 小野勝巳       | 成田巧         | 長田好弘          | 今西亨                   |
| ALT 03 | アニマの本質           | 永井真吾 | 西澤晋         | 三塩天平       | 中島順            | 今西亨                   |
| ALT 04 | 君の見る世界           | 永井真吾 | 小野勝巳       | 近藤一英       | 井上英紀          | 今西亨                   |
| ALT 05 | 独立混成飛行実験隊     | 永井真吾 | 西本由紀夫     | 高島大輔       | Kim Myeongsim     | 今西亨                   |
| ALT 06 | 存在意義               | 永井真吾 | 筑紫大介       | 筑紫大介       | 田中克憲 畑智司   | 今西亨                   |
| ALT 07 | 惑いの先               | 吉田伸   | 西澤晋         | 成田巧         | 山田真也 坂本俊太 | 今西亨                   |
| ALT 08 | 不機嫌な最高機密       | 小野勝巳 | 小野勝巳       | 三塩天平       | Kim Myeongsim     | 井上英紀                 |
| ALT 09 | アンフィジカルレイヤー | 永井真吾 | ヤマトナオミチ | ヤマトナオミチ | 中島順            | 今西亨                   |
| ALT 10 | 上海奪還作戦           | 吉田伸   | 和田純一       | 高島大輔       | 長田好弘 山田真也 | 長田好弘 今西亨          |
| ALT 11 | 誰もいない故郷         | 永井真吾 | 筑紫大介       | 佐藤英一       | Kim Myeongsim     | 井上英紀 今西亨          |
| ALT 12 | 君と飛ぶ空             | 永井真吾 | 小野勝巳       | 成田巧         | -                 | 今西亨 井上英紀 長田好弘 |

### 放送局
| 放送期間                | 放送時間                     | 放送局     | 対象地域 | 備考                                 |
| ----------------------- | ---------------------------- | ---------- | -------- | ------------------------------------ |
| 2019年1月10日 - 3月28日 | 木曜 23:00 - 23:30           | AT-X       | 日本全域 | 製作参加 / CS放送 / リピート放送あり |
| 2019年1月11日 - 3月29日 | 金曜 0:30 - 1:00（木曜深夜） | TOKYO MX   | 東京都   | 製作参加                             |
|                         | 金曜 1:00 - 1:30（木曜深夜） | BS11       | 日本全域 | 製作参加 / BS放送 / 『ANIME+』枠     |
|                         | 金曜 2:00 - 2:30（木曜深夜） | サンテレビ | 兵庫県   |                                      |

| 配信開始日    | 配信時間         | 配信サイト |
| ------------- | ---------------- | --- |
| 2019年1月11日 | 金曜 0:30 - 1:00 | AbemaTV |
| 2019年1月17日 | 木曜 1:00 - 1:30 | ニコニコ生放送 |
|               | 木曜 更新        | ニコニコ動画 DMM.com GYAO! HAPPY!動画 Hulu J:COMオンデマンド PlayStation Video Rakuten TV U-NEXT アニメ放題 バンダイチャンネル ひかりTV ビデオパス ビデオマーケット ムービーフルPlus |

### BD
| 巻  | 発売日        | 収録話         | 規格品番     | 規格品番     |
| 巻  | 発売日        | 収録話         | 初回限定版   | 数量限定版   |
| --- | ------------- | -------------- | ------------ | ------------ |
| I   | 2019年3月29日 | 第1話 - 第4話  | EYXA-12386/B | EYXA-12385/B |
| II  | 2019年4月26日 | 第5話 - 第8話  | EYXA-12388/B | EYXA-12387/B |
| III | 2019年5月24日 | 第9話 - 第12話 | EYXA-12390/B | EYXA-12389/B |

## その他のメディア
特別編
電撃文庫MAGAZINEオリジナル企画「戦闘機少女クロニクル」と連動して特別編が公開中。
また電撃ホビーマガジンにおいて、書き下ろし短編「シアターブルー」が掲載。
模型
電撃ホビーマガジン』2015年5月号に 1/48スケールの JAS39D-ANM グリペンの製作例が掲載された。
またトミーテックの彩色済み組み立てキット「技MIX」シリーズへのラインナップが、第54回静岡ホビーショーにて発表され、あわせてグリペン・イーグル・ファントム・バイパーゼロの試作品が参考出品された。いずれもスケールは 1/144 このうち、イーグル・ファントムについては 2016年3月に発売された。